# Mus nitidulus
Mus nitidulus is een knaagdier uit het geslacht Mus die voorkomt in het midden van Myanmar. De naam van de soort stamt uit 1859, maar daarna is deze vorm nauwelijks meer wetenschappelijk onderzocht; lange tijd werd de naam als een synoniem van Mus cervicolor beschouwd. Pas in 2007 werd, voornamelijk op basis van genetisch onderzoek naar nieuw gevangen exemplaren, Mus nitidulus weer als een aparte soort erkend, die nauwer verwant is aan Mus booduga dan aan M. cervicolor. Op basis van deze genetische gegevens werd de ouderdom van M. nitidulus op 1,3 miljoen jaar geschat. De verspreiding van de soort omvat in ieder geval de regio rond de benedenloop van de Irrawaddy; een exemplaar dat verder in het noorden is gevangen behoort waarschijnlijk ook tot de soort.
Mus nitidulus is een middelgrote muis met een zachte, grijsbruine rugvacht, die fijne, flexibele, doorzichtige stekels bevat. De soort heeft veel weg van Mus cervicolor en Mus fragilicauda. De onderkant van het lichaam is lichtgrijs. De wangen en zijkanten van de snuit zijn wit. Het dier heeft grote, harige oren. De voeten zijn wit, maar soms met zwarte schubben en bruine haren. De tamelijk harige vacht is nauwelijks tot sterk tweekleurig (donkerder aan de bovenkant, lichter aan de onderkant). Uit elke schub, waarvan er per centimeter 20 tot 26 zijn, ontspringen ongeveer drie haren, die twee of drie schubben lang zijn. De kop-romplengte bedraagt 73 tot 93 mm, de staartlengte 55 tot 69 mm, de achtervoetlengte 15 tot 19,5 mm, de oorlengte 12 tot 13 mm en het gewicht 16,2 tot 18 g. Vrouwtjes hebben 1+2+2=10 mammae.

## Noot
1. ↑  De cijfers voor het =-teken slaan op het aantal paren van mammae; het cijfer erna is het totale aantal mammae. Om die reden is het nummer na het =-teken altijd twee keer zo hoog als dat ervoor. Dit is de gebruikelijke notatie in de mammalogische literatuur.